# يوشياكي نيشيمورا
يوشياكي نيشيمورا (باليابانية: 西村 義明) منتج أنيمي سابق في إستوديو غيبلي ومؤسس ستديو بونوك. رشح لجائزة الأوسكار لأفضل فيلم رسوم متحركة في 2014 عن فيلمه حكاية الأميرة كاغويا. وفي 2015 عن فيلمه عندما كانت مارني هناك.

## أعماله
- قلعة هاول المتحركة (2004)
- حكاية الأميرة كاغويا (2013)
- عندما كانت مارني هناك (2014)
- ماري وزهرة الساحرة (2017)

## اقرأ أيضاً
- ستديو بونوك

## روابط أضافية
- يوشياكي نيشيمورا على موقع IMDb (الإنجليزية)
- يوشياكي نيشيمورا على موقع أول موفي (الإنجليزية)
- يوشياكي نيشيمورا على موقع قاعدة بيانات الفيلم (الإنجليزية)
- يوشياكي نيشيمورا على موقع ANN person (الإنجليزية)
- 42141 في شبكة أخبار الأنمي